# 岩崎村 (岩手県)
岩崎村（いわさきむら）は、1955年（昭和30年）まで岩手県和賀郡にあった村。現在の北上市和賀町岩崎・和賀町岩崎新田・和賀町岩沢・和賀町煤孫・和賀町仙人・和賀町山口にあたる。

## 地理
- 河川：和賀川

## 沿革
- 1889年（明治22年）4月1日 - 町村制施行にともない、岩崎村・煤孫村・山口村・岩崎新田の計4か村が合併して新制の東和賀郡岩崎村が発足。
- 1897年（明治30年）4月1日 - 郡の統合により東和賀郡と西和賀郡が合併し、和賀郡が復活[1]。和賀郡岩崎村となる。
- 1955年（昭和30年）4月1日 - 藤根村・横川目村と合併し、和賀村となる。

## 行政
- 歴代村長

| 代    | 氏名         | 就任                       | 退任                      | 備考 |
| ----- | ------------ | -------------------------- | ------------------------- | ---- |
| 1     | 門屋定秀     | 1889年（明治22年）5月      | 1891年（明治24年）4月     |      |
| 2     | 高橋善太郎   | 1891年（明治24年）4月      | 1898年（明治31年）6月     |      |
| 3     | 折居虎太郎   | 1898年（明治31年）8月      | 1904年（明治37年）8月     |      |
| 4     | 佐藤徳次郎   | 1905年（明治38年）12月     | 1908年（明治41年）1月     |      |
| 5     | 佐々木隆次郎 | 1908年（明治41年）2月      | 1911年（明治44年）7月     |      |
| 6・7  | 佐藤源太郎   | 1911年（明治44年）11月17日 | 1919年（大正8年）3月12日  |      |
| 8     | 佐藤安蔵     | 1919年（大正8年）3月13日   | 1922年（大正11年）3月12日 |      |
| 9     | 小林良蔵     | 1922年（大正11年）7月28日  | 1926年（大正15年）7月27日 |      |
| 10    | 高橋謙二     | 1926年（大正15年）8月10日  | 1930年（昭和5年）8月9日   |      |
| 11-13 | 八重樫甚四郎 | 1930年（昭和5年）9月3日    | 1942年（昭和17年）9月2日  |      |
| 14    | 八重樫哲夫   | 1942年（昭和17年）9月3日   | 1946年（昭和21年）9月2日  |      |
| 15    | 及川真清     | 1946年（昭和21年）9月23日  | 1947年（昭和22年）3月28日 |      |
| 16    | 八重樫浩     | 1947年（昭和22年）4月15日  | 1951年（昭和26年）4月14日 |      |
| 17    | 高橋徳松     | 1951年（昭和26年）5月14日  | 1955年（昭和30年）3月31日 |      |

## 交通

### 鉄道
- 国鉄横黒線：和賀仙人駅 - 岩沢駅